# والابتوکانا
والابتوکانا (به لاتین: Valabetokana) یک منطقهٔ مسکونی در ماداگاسکار است که در ناحیه فاراتسیهو واقع شده‌است. والابتوکانا ۷٬۰۰۰ نفر جمعیت دارد و ۱٬۴۴۳ متر بالاتر از سطح دریا واقع شده‌است.